# Євросистема
Не слід плутати з Європейською системою центральних банків
Євросистема — це регулююча організація Єврозони, сформована Європейським центральним банком (ЄЦБ) та національними центральними банками держав-членів Європейського Союзу, які прийняли Євро як свою спільну валюту. ЄЦБ має виключне право дозволяти випуск банкнот євро. Держави-члени можуть випускати монети євро, але їх суму вони повинні погоджувати з ЄЦБ.
В Євросистему входять 20 національнх центральних банків держав-членів ЄС, вони впроваджують монетарну політику ЄЦБ. Головною метою Євросистеми є стабільність цін (контроль інфляції). Другорядними цілями є фінансова стабільність та фінансова інтеграція.
Євросистема відрізняється від Європейської системи центральних банків, яка включає ЄЦБ та центральні банки усіх 27 держав-членів ЄС, включно з тими які не входять у Єврозону.

## Члени Євросистеми
| Країна     | Центральний банк              |
| ---------- | ----------------------------- |
| Єврозона   | Європейський центральний банк |
| Австрія    | Національний банк Австрії     |
| Бельгія    | Національний банк Бельгії     |
| Греція     | Банк Греції                   |
| Естонія    | Банк Естонії                  |
| Ірландія   | Центральний банк Ірландії     |
| Іспанія    | Банк Іспанії                  |
| Італія     | Банк Італії                   |
| Кіпр       | Центральний банк Кіпру        |
| Латвія     | Банк Латвії                   |
| Литва      | Банк Литви                    |
| Люксембург | Центральний банк Люксембургу  |
| Мальта     | Центральний банк Мальти       |
| Нідерланди | Нідерландський банк           |
| Німеччина  | Німецький Бундесбанк          |
| Португалія | Банк Португалії               |
| Словаччина | Національний банк Словаччини  |
| Словенія   | Банк Словенії                 |
| Фінляндія  | Банк Фінляндії                |
| Франція    | Банк Франції                  |
| Хорватія   | Хорватський народний банк     |